# Ламаз, Фернан
Ферна́н Лама́з (фр. Fernand Lamaze; 1891—1957) — французский невролог и акушер, известный как разработчик методики безболезненных родов. Разработанная им программа психологической подготовки семейных пар к родам названа по его имени «методом Ламаза».

## Биография
Во время Второй мировой войны Ламаз вступил в Национальный комитет врачей (Comite national des medecins), орган французского Сопротивления, близкий к Французской коммунистической партии (ФКП).
В разгар холодной войны Ламаз оставался сочувствующим ФКП, хоть и воздержался от вступления в её ряды. Однако с 1947 года он работал в родильном отделении госпиталя Пьера Руке (Pierre Rouques), связанного с ФКП через французское отделение Всеобщей конфедерации труда (ВКТ).
В 1951 году Фернан Ламаз побывал в СССР, где усиленно изучал психологические техники, разработанные советскими психотерапевтами К. И. Платоновым и И. З. Вельвовским (Украина). По возвращении во Францию Ламаз экспортировал советскую «психопрофилактику родов» и, в адаптированном под местные условия виде, начал практиковать и популяризировать во Франции эту систему дородовой подготовки женщин и семейных пар, направленную на обезболивание родового процесса без применения лекарственных средств. Ламаз направил всю свою энергию на популяризацию естественных родов, во время которых женщина не погружалась бы в бессознательное состояние из-за обезболивающих и оглушающих препаратов. Для продвижения своих идей он обратился к ФКП и использовал их финансирование, а также агитационную и организационную сеть.
Несколько лет спустя идея естественных, нелекарственных и при этом безболезненных родов получила широкое распространение и самую горячую поддержку (в первую очередь, со стороны самих женщин). Но триумф Ламаза был быстротечен: он и врачи его команды открыто осудили ввод советских войск в Венгрию (октябрь-ноябрь 1956 года), и профсоюзы, которые владели клиникой, лишили их финансовой поддержки. Нервное потрясение подорвало здоровье Ламаза, и в марте 1957 года он скончался.

## «Метод Ламаза»
Противник «сумеречного сна» женщин во время родов, Ламаз усердно изучает естественные альтернативы лекарственному обезболиванию родов.
В 1953 году Ламаз объединяет в своей практике метод И. З. Вельвовского и метод Г. Дик-Рида. Итогом этой компиляции становится следующая концепция: беременной женщине необходима специальная подготовка до начала родового процесса, а также психологическая поддержка мужа (или близкого человека) во время самого процесса — чтобы в какой-то степени снять стресс от пребывания в казённой атмосфере клиники и присутствия медицинского персонала.
Подготовка к родам по методу Ламаза включает:
1. информирование будущей матери (сообщение соответствующих анатомических и физиологических знаний);
2. обучение когнитивному контролю (способности концентрироваться на происходящем процессе, чётко осознавая каждый его этап);
3. обучение управлению своим телом (обучение специальным дыхательным техникам и обусловленному расслаблению) — метод релаксации учит женщину расслабляться между схватками и за счет этого восстанавливать свои силы;
4. создание системы социальной поддержки.

Получив признание в Париже, комбинированный метод Ламаза распространился в Италии и Швейцарии, а позднее и в ряде других европейских стран. В связи с широким распространением метода Ламаза, вопросом обезболивания родов вынуждены были заняться и в Ватикане. В 1956 г. папа Пий XII обнародовал специальное официальное послание, в котором указал, что католическая церковь не имеет возражений против использования нового метода снижения родовых болей . Более того, Его преосвященство подчеркнул хорошие результаты, безвредность и простоту метода и рекомендовал его пропаганду, что вскоре привело к дальнейшему распространению метода в Испании и большинстве стран Южной Америки.